# On the Jump
On the Jump é um curta-metragem mudo norte-americano de 1918, do gênero comédia, dirigido por Alfred J. Goulding e estrelado por Harold Lloyd. Cópia sobrevive no Museu de Arte Moderna, Nova Iorque.

## Elenco
- Harold Lloyd
- Snub Pollard
- Bebe Daniels
- William Blaisdell
- Sammy Brooks
- Lige Conley - (como Lige Cromley)
- Billy Fay
- Helen Gilmore
- Lew Harvey
- June Havoc - (como June Hovick)
- Gus Leonard
- James Parrott

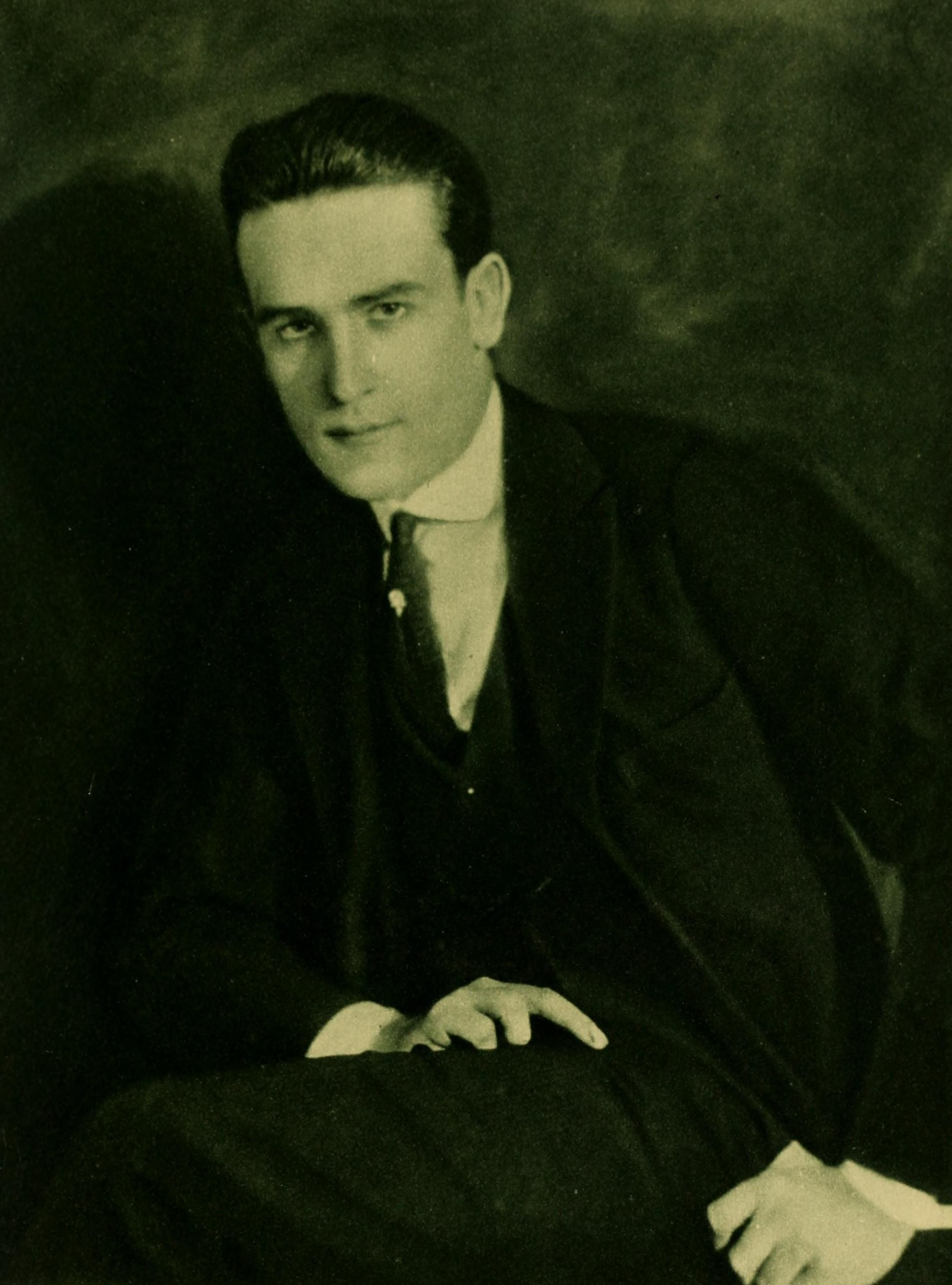
Harold Lloyd

- Charles Stevenson - (como Charles E. Stevenson)